# Romica Puceanu
Romica Puceanu (n. 19 ianuarie 1927, București – d. 24 octombrie 1996, București) a fost o solistă română de muzică lăutărească, de etnie romă. A fost supranumită regina cântecului lăutăresc.

## Biografie
S-a născut în 1927 în București, fiica țambalistului Constantin Puceanu (care cânta la Hanul lui Manuc) și nepoata violonistului Ion Puceanu din Teiș, Dâmbovița (de la care etnomuzicologii au înregistrat pe disc în anii '30 o variantă antologică a cântecului epic Meșterul Manole). A avut 5 frați: Culina, Veselina, Lorica, Gheorghe (zis Boțogan) și Cuculeț.

Debutul discografic la Electrecord.

### Debutul artistic
În 1934 începe să cânte alături de tatăl său, iar apoi se impune ca solistă în taraful fraților Gore (Aurel și Victor), a căror verișoară era, interpretând cântece de mahala. Debutează la 14 ani la Hanul Galben din Târgoviște.

### Cariera artistică
Din 1944 începe să fie numită din ce în ce mai des „Regina noastră” (a romilor). În perioada 1945-1964 își face un nume cântând în majoritatea cârciumilor din zonele Floreasca și Herăstrău.
În 1963 înregistrează primele piese la casa de discuri Electrecord, debutând discografic cu două discuri de ebonita. Aceste înregistrări au fost ulterior reeditate pe un disc mic de vinil (EPC).
În 1964 a înregistrat primul album cu taraful fraților Gore în Studioul Tomis al casei de discuri Electrecord. Începând cu 1970 a început să plece în turnee în străinătate, relevante pentru cariera sa fiind concertul în Israel și cel în Statele Unite ale Americii.
În această perioadă încep colaborările cu violonistul Florea Cioacă și cu acordeonistul Andrei Mihalache și, un pic mai târziu, cu violonistul Ion Albeșteanu.
Apreciată pentru vocea ei unică și pentru temele cântecelor sale (iubire, viață, timp), ajunsese în anii '60 -'70 solista de referință a cântecelor de pahar, o formă de muzică lăutărească urbană care combina elemente orientale cu unele românești pe un fond țigănesc.
Probabil că dacă sistemul politic comunist din acea perioadă i-ar fi permis să cânte și să fie auzită și în străinătate, ar fi ajuns astăzi la fel de cunoscută ca și Cesaria Evora sau Billie Holiday. Rămâne pentru minoritatea romă echivalentul Mariei Tănase. 
În 1986 se mută la New York, iar în 1991 revine în România.
De-a lungul întregii sale cariere a întreprins turnee în SUA, Japonia, China, Israel (împreună cu Doina Badea), RDG.. A cântat în diverse restaurante bucureștene: Salonul Spaniol al Restaurantului Caraiman, Capitol, Continental (toate trei situate pe Calea Victoriei), Monte Carlo din Cișmigiu, Intercontinental, Hotel Flora (azi Crowne Plaza).. A cântat și pe scena Teatrului de revistă „Constantin Tănase”, alături de Stela Popescu, Alexandru Arșinel, Nicu Constantin.

### Decesul
A decedat în 24 octombrie 1996 în București, la câteva zile după accidentul rutier petrecut în 19 octombrie între Dor Mărunt și Dragoș Vodă (județul Călărași). În autovehicul se afla și acordeonistul Viorel Fundament, care a scăpat cu viață. Cei doi porniseră spre o nuntă în Constanța.
Romica Puceanu a fost înmormântată la cimitirul Izvorul Nou (zona Dristor), cunoscut pentru aleea lăutarilor, unde își dorm somnul de veci și alți muzicanți celebri: Nicușor Predescu, Fărâmiță Lambru, Ion Albeșteanu. La înmormântare i-a cântat taraful Ion Albeșteanu.

## Stilul interpretativ
Vocea Romicăi, cu un timbru patrunzător, o impostație naturală și un ambitus impresionant este dublată de un simț al măsurii și al tonalității similar cu al instrumentiștilor. 

De la stânga la dreapta: Aurel Gore (vioară), Romica Puceanu (voce), Victor Gore (acordeon), Marin Marangros (țambal), Grigore Ciuciu (contrabas), Fane "Dodu" (braci), Grigore "Vetoi" Măslină (cobză)

Ea posedă un întreg arsenal de ornamente, împletind vibrato-ul natural al vocii cu triluri anume controlate, iar salturile la octave superioare erau urmate de anumite cadențe.
Ca punct de plecare, Romica Puceanu a luat în alcătuirea repertoriului folclorul muntenesc pe care l-a prelucrat adaptându-l stilului lăutăresc de București.
Ajutată de Victor Gore și Aurel Gore, aceștia observând că încă de mică poseda o cantitate inexhausitibilă de cântece de mahala, în special foarte multe versuri pentru perioadă și pentru un lăutar urban, în scurt timp a devenit cea mai populară și mai bine plătită cântăreață, transformându-se în însăși imaginea cântăreței de muzică lăutărească urbană (mahala).

## Discografie
Romica Puceanu a avut numeroase apariții discografice ce conțin înregistrări efectuate în perioada 1964-1994 în special la casa de discuri Electrecord.